# 赞比西河
赞比西河或譯三比西河（英語：Zambezi River）是非洲第四长的河流，也是从非洲大陆流入印度洋的最长河流，当地方言意为“巨大的河流”。
赞比西河是非洲南部的大河，源于赞比亚西北部，距刚果河的源头约1千米；河流上游有一部分經過安哥拉，但大部分位於赞比亚境内海拔约1000米的巴罗茨高原，经过纳米比亚及博茨瓦纳的边境后，到达长130多千米的巴托卡峡谷（Batoka Canyon）时形成了著名的维多利亚瀑布，然后沿赞比亚与津巴布韦的边境线冲过卡里巴峡谷（Kariba Canyon）进入莫桑比克境内的平原，水流开始趋缓，成为非洲东南部主要的航运河道，最后在欣代附近注入莫桑比克海峡。
赞比西河全长2574千米，流域面積約1,390,000平方公里，約為尼羅河的一半，年均流量1.6万立方米/秒，干流河道中共有72处瀑布，河流水力的总蕴藏量约1.37亿千瓦。

## 經濟
尚比西河谷大約有3200萬人。約八成的居民仰賴農業為生，上游的氾濫平原提供了適於農耕的土地。